# 上海当代艺术馆

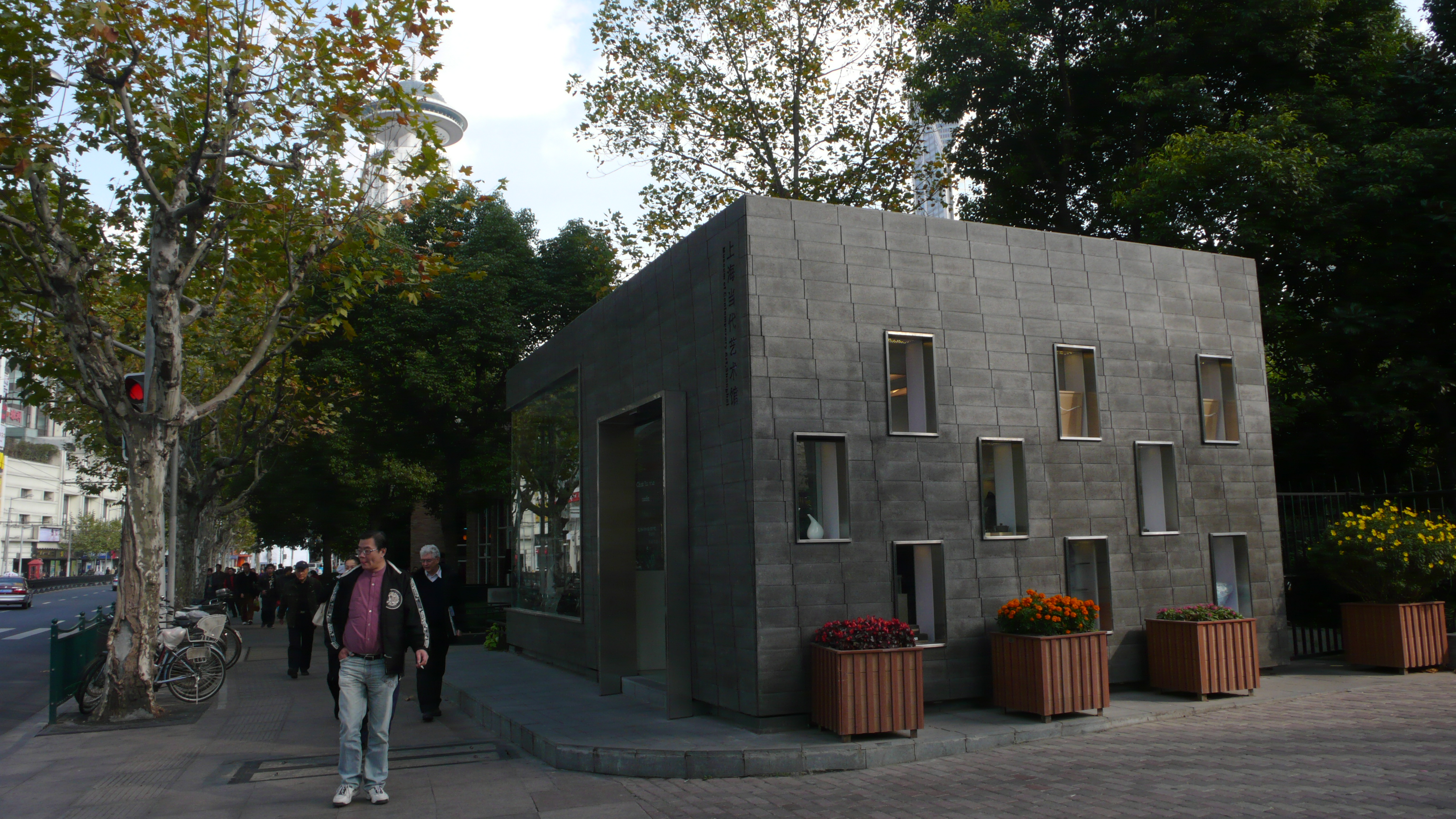
2012年建立的上海当代艺术馆，是中国第一家国有当代艺术馆，是中国大陆为数不多的专门展出当代艺术的公立机构之一。

上海当代艺术馆（英文名MOCA Shanghai），建立于2012年，位于中華人民共和國上海市南京西路231号人民公园内，总面积为4000平方米，置身上海博物馆、上海美术馆、上海大剧院、上海市政厅以及上海城市规划展示馆组成的市中心行政及文化区内。是由龚明光基金会出资建造，经上海市政府批准的非盈利且独立运作的艺术机构。

## 展览场馆

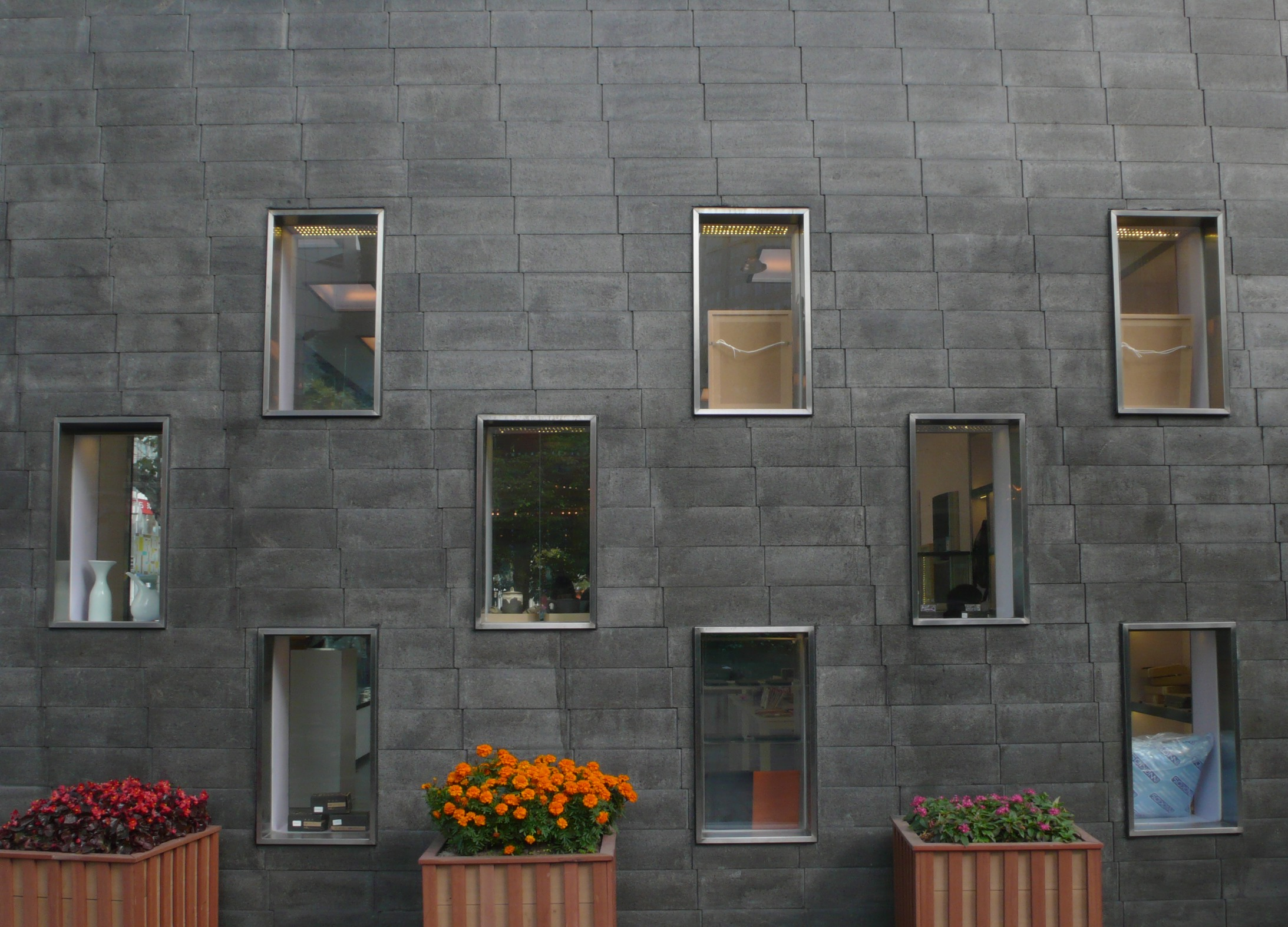
上海当代艺术馆橱窗

上海当代艺术馆的艺术馆展区为一楼与二楼展厅总计面积近1800平方米，配备有温度湿度控制系统，常年举办各类当代艺术和设计展览。公共服务区域包括顾客服务台和艺术馆商店。三楼设有MoCA on the Park艺术空间和餐厅。

## 使命意义
- 在上海、全国以及全世界推广中国当代艺术与设计
- 将高品质的国际当代艺术与设计引进中国，并借此促进全球文化交流
- 收集并研究中国当代艺术与设计
- 成为中国当代艺术的信息中心
- 培养公众对当代艺术与设计的欣赏能力
- 鼓励创新，全力支持创意工业
- 为中国培养艺术馆专业人才提供培训基地